# Represa de Jurumirim
A Usina Hidrelétrica de Jurumirim (Armando Avellanal Laydner) fica no estado de São Paulo, sendo formada pelo represamento do rio Paranapanema. Banha dez municípios no centro-sul do estado, onde à sua margem direita fica o município de Cerqueira César e à sua margem esquerda o município de Piraju, com acesso pela SP-261.
Foi controlada e operada pela Duke Energy até 2017, quando foi adquirida pela sucursal brasileira da multinacional chinesa China Three Gorges Corporation (CTG), por meio de sua subsidiária CTG Brasil.

## Características

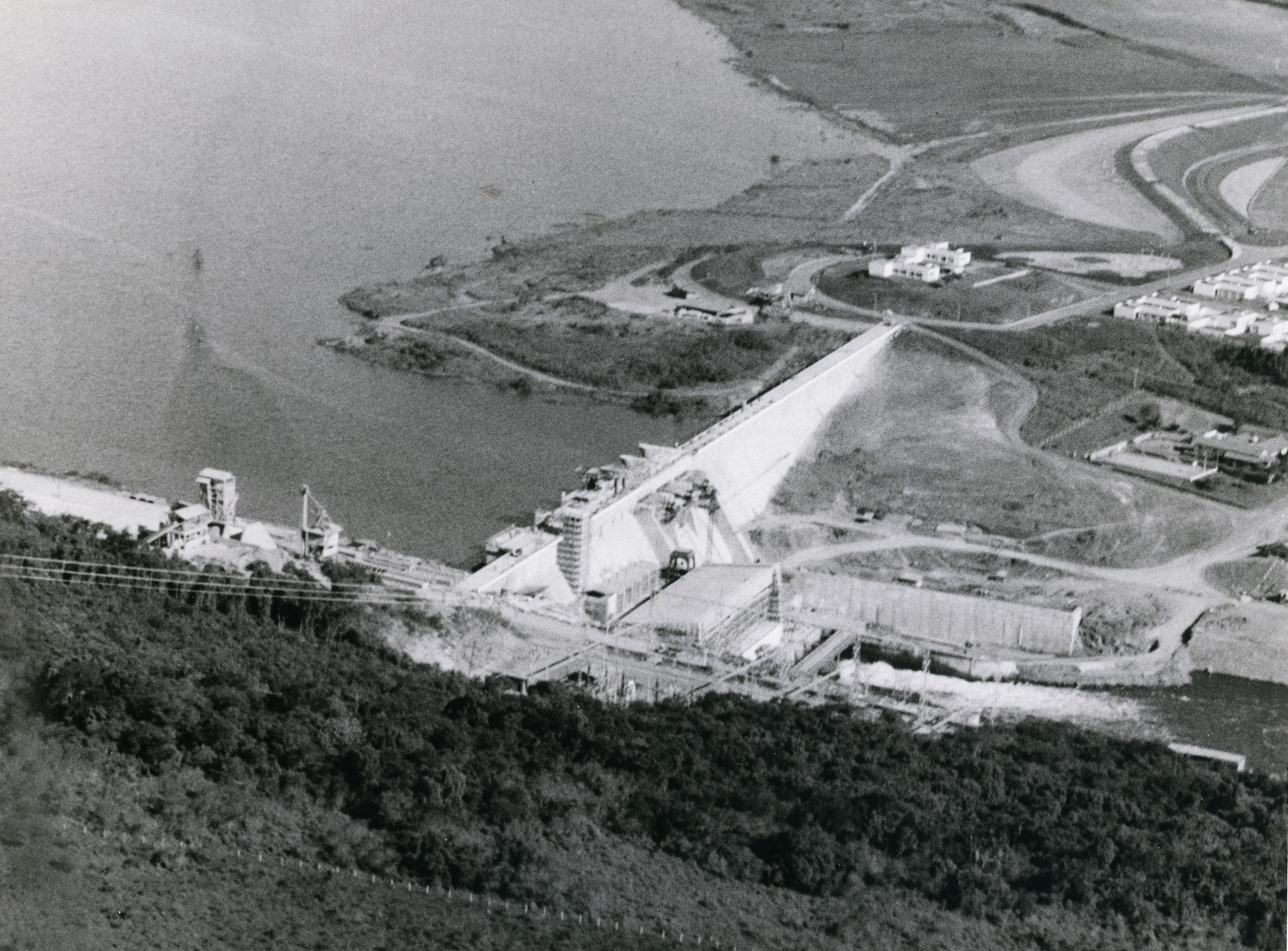
Imagem de arquivo, do Fundo Correio da Manhã.

O início das obras de construção foi em 1956 e a última máquina instalada foi em 1962, construída e montada pela Construtora Servix. O nome Jurumirim vem do tupi e significa "foz pequena".
A usina possui uma potência instalada de 98.000 kW, por meio de duas turbinas do tipo Kaplan, a partir de um desnível de 30,9 m. Seu reservatório inunda uma área de até 449 Km2.

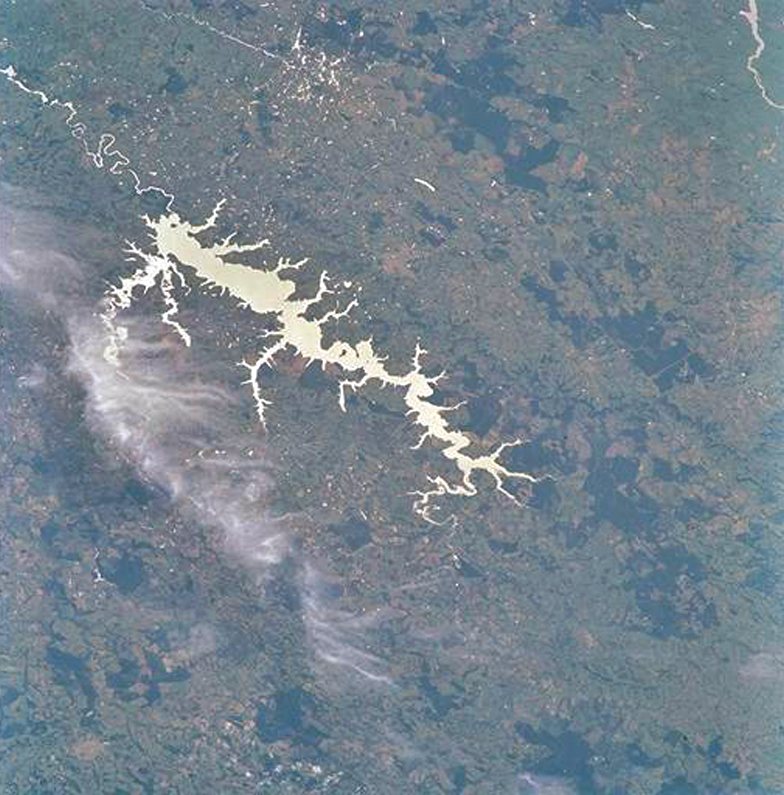
Imagem de satélite (NASA)

Segundo o Operador Nacional do Sistema Elétrico (ONS) o lago da Usina Hidrelétrica de Jurumirim é capaz de armazenar 2% do volume represável pelos reservatórios do Sistema Sudeste/Centro Oeste, o que representa 34,42% do armazenamento de água do sub-sistema do Rio Paranapanema
A bacia hidrográfica tem uma área de 17.800 km². Tem cerca de cem quilômetros de comprimento e em alguns trechos ultrapassa três quilômetros de largura. A represa tem um reservatório com área de 449 km², contendo um volume de água quase quatro vezes maior que o da Baía de Guanabara no Rio de Janeiro e tem uma descarga de 1.790 m³/s.
A geração de energia elétrica é a principal finalidade, mas também tem o propósito de acúmulo de água para fornecimento as demais usinas do rio Paranapanema, que são na ordem em direção ao rio Paraná: Chavantes, Salto Grande, Canoas II, Canoas I, Capivara, Taquaruçu e Rosana. Todas elas também são gerenciadas pela empresa CTG Brasil.

## Municípios banhados
- Piraju
- Cerqueira César
- Arandu
- Avaré
- Itaí
- Taquarituba
- Tejupá
- Itatinga
- Paranapanema
- Angatuba

## Galeria de fotos

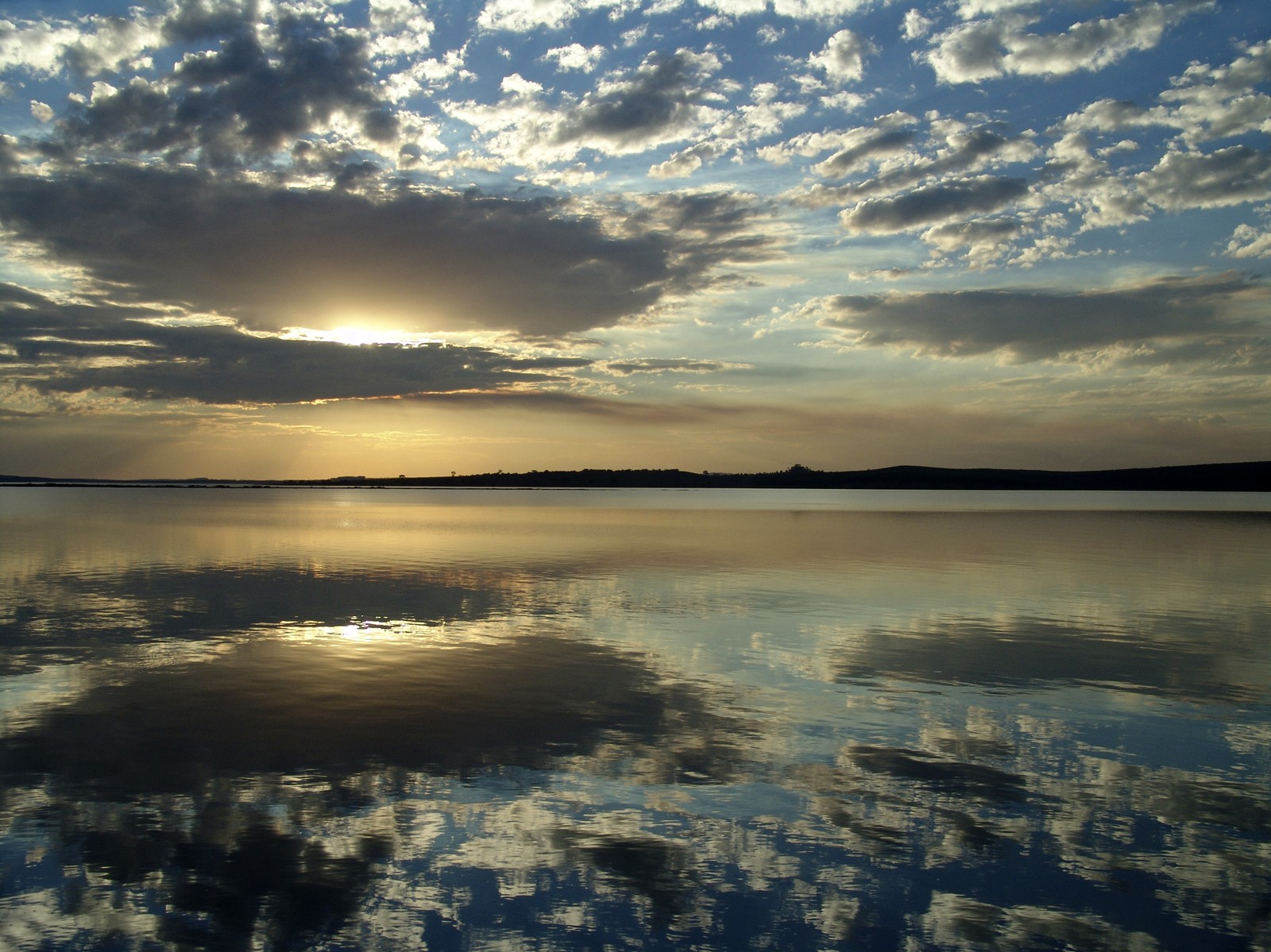
A represa em Paranapanema
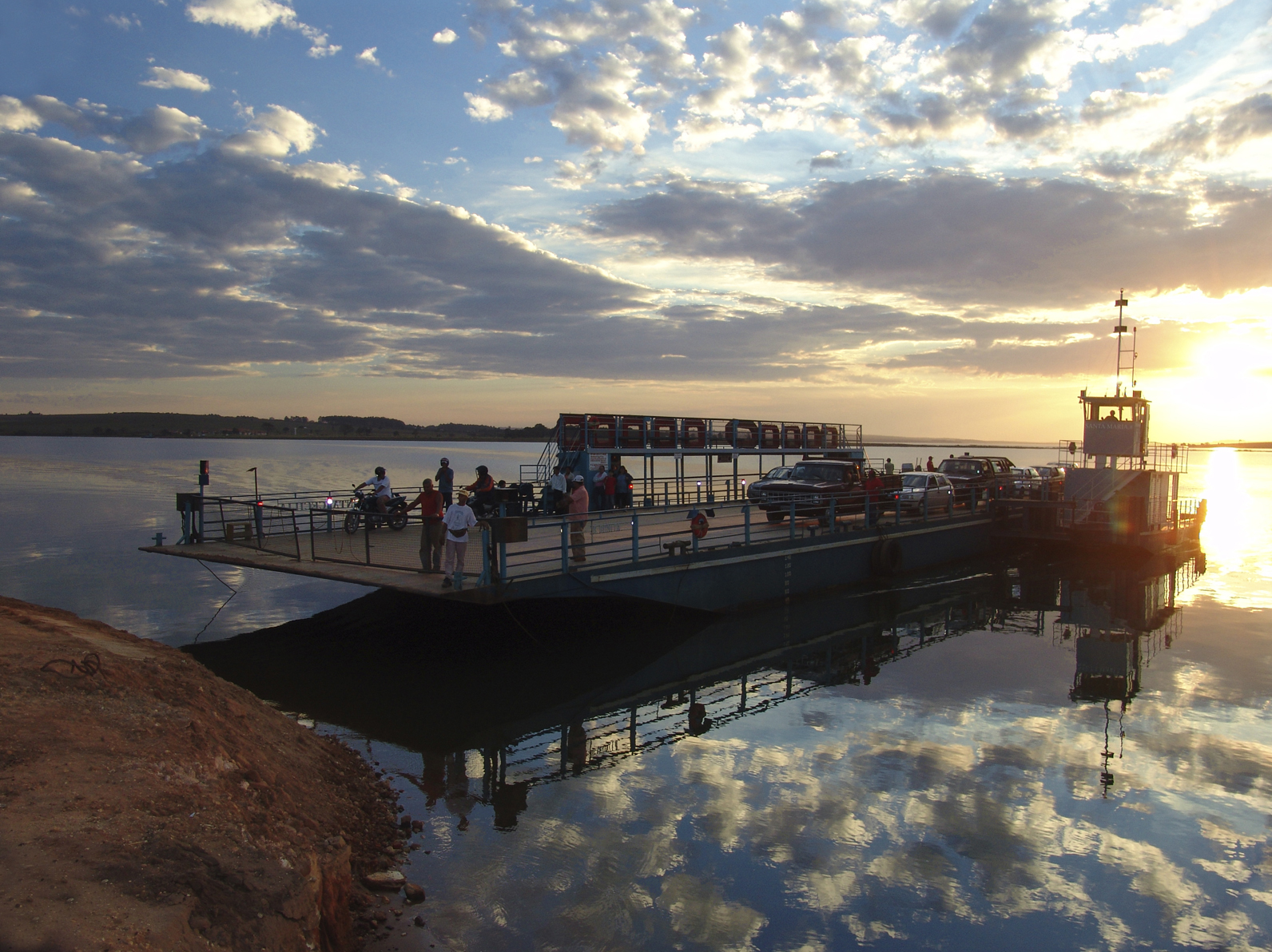
Balsa entre Itatinga e Paranapanema
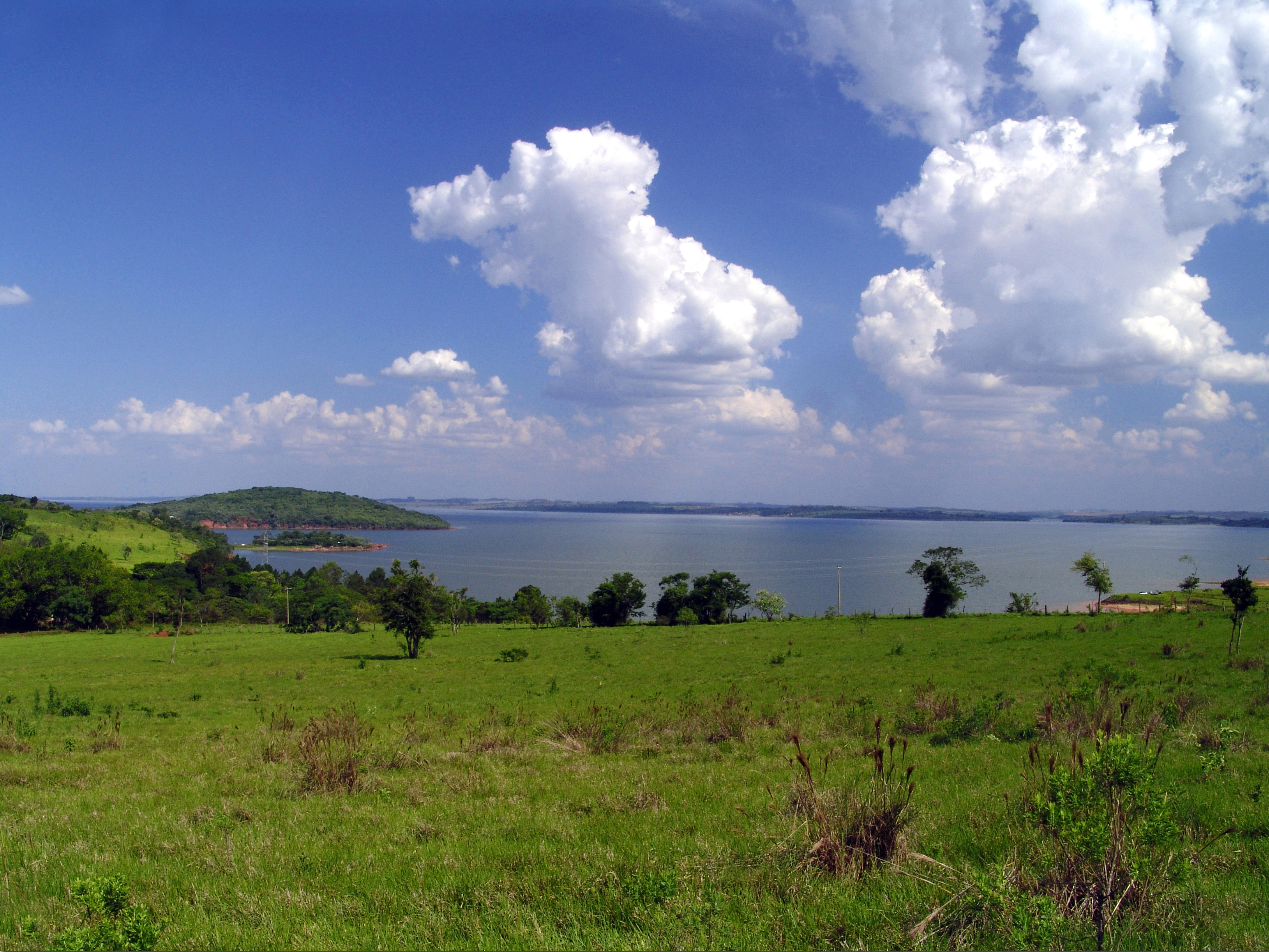
Vista da represa próxima a barragem - Piraju
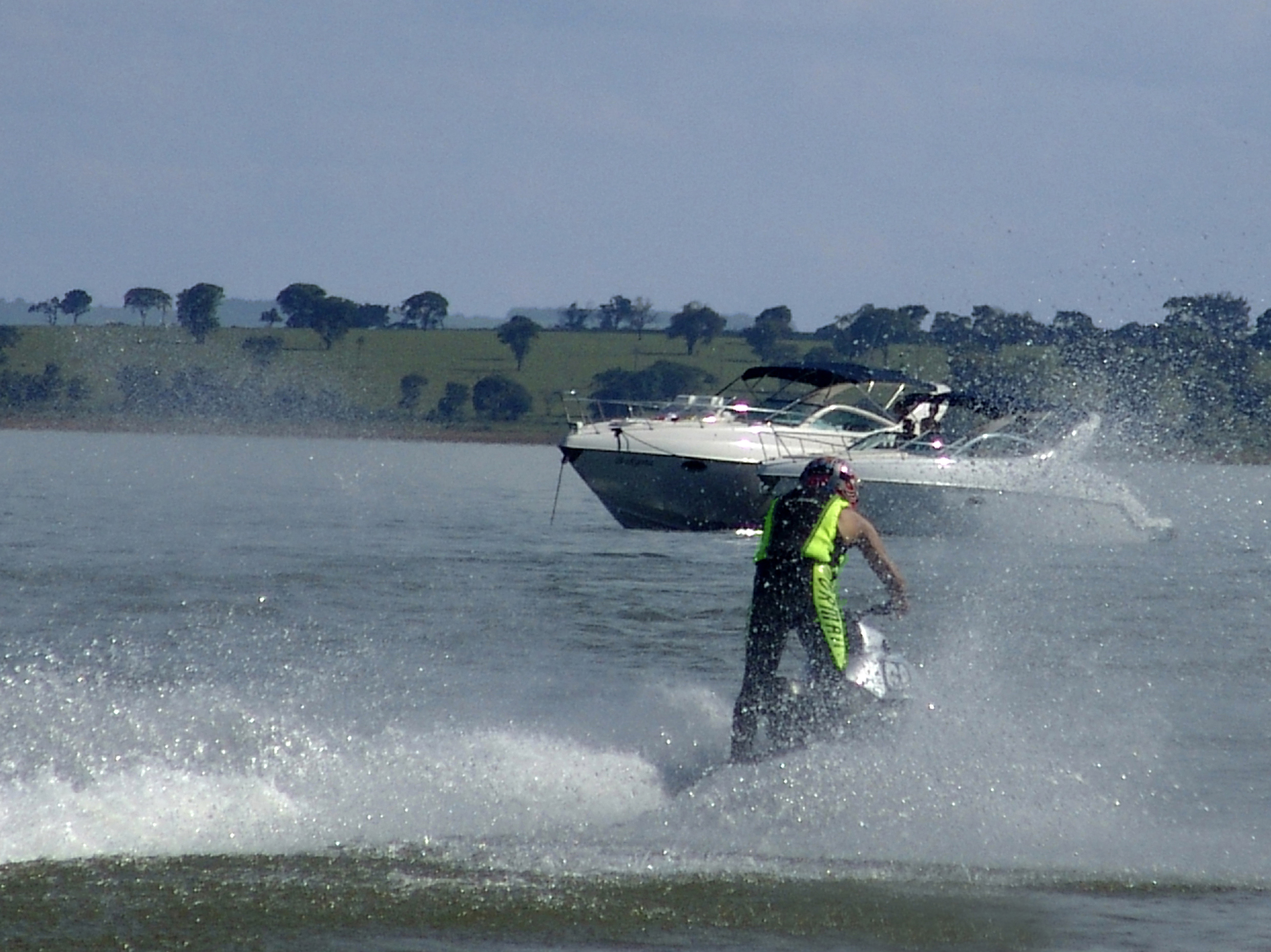
Campeonato de jetsky no camping de Avaré- 2005
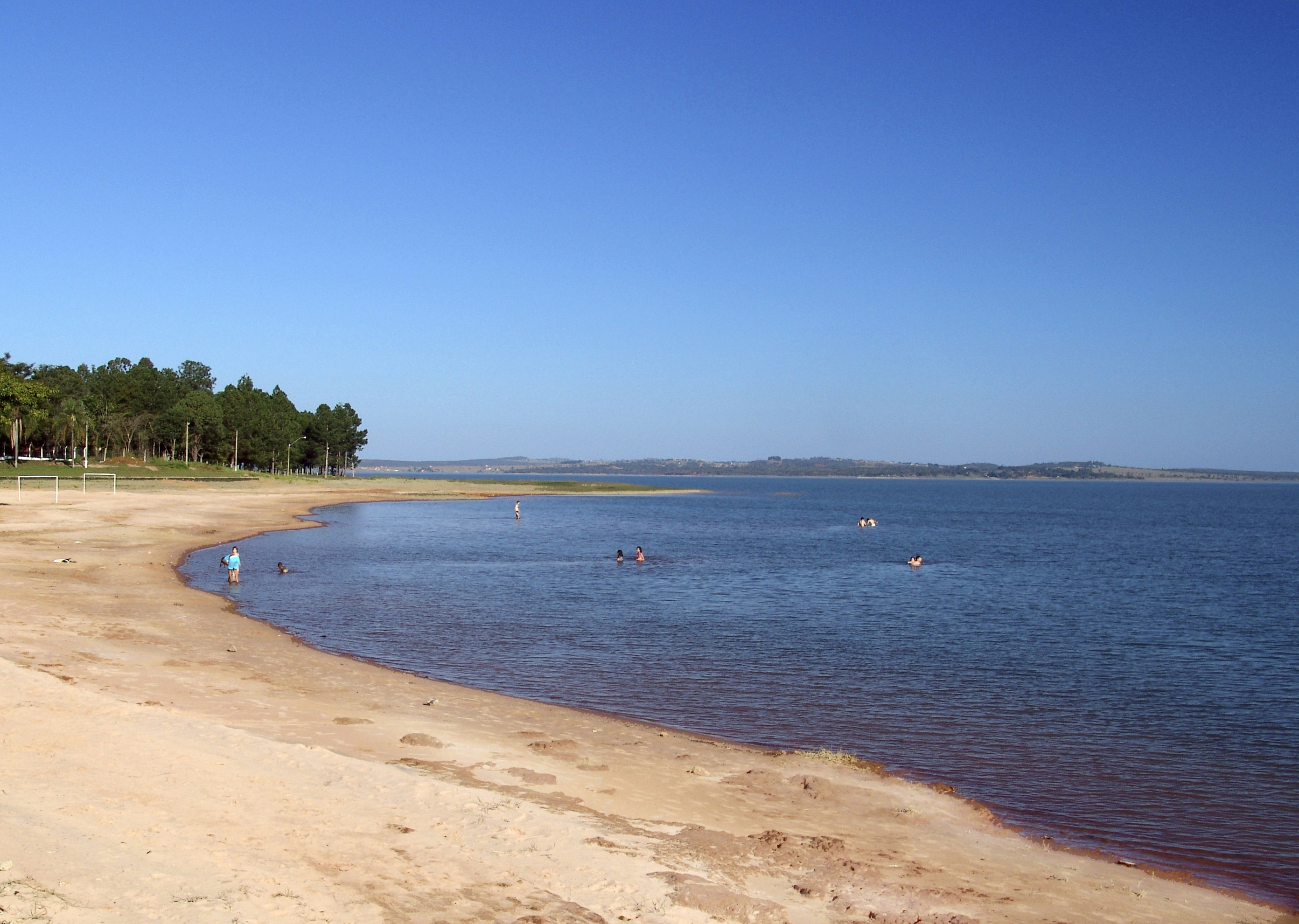
Praia do camping municipal em Avaré
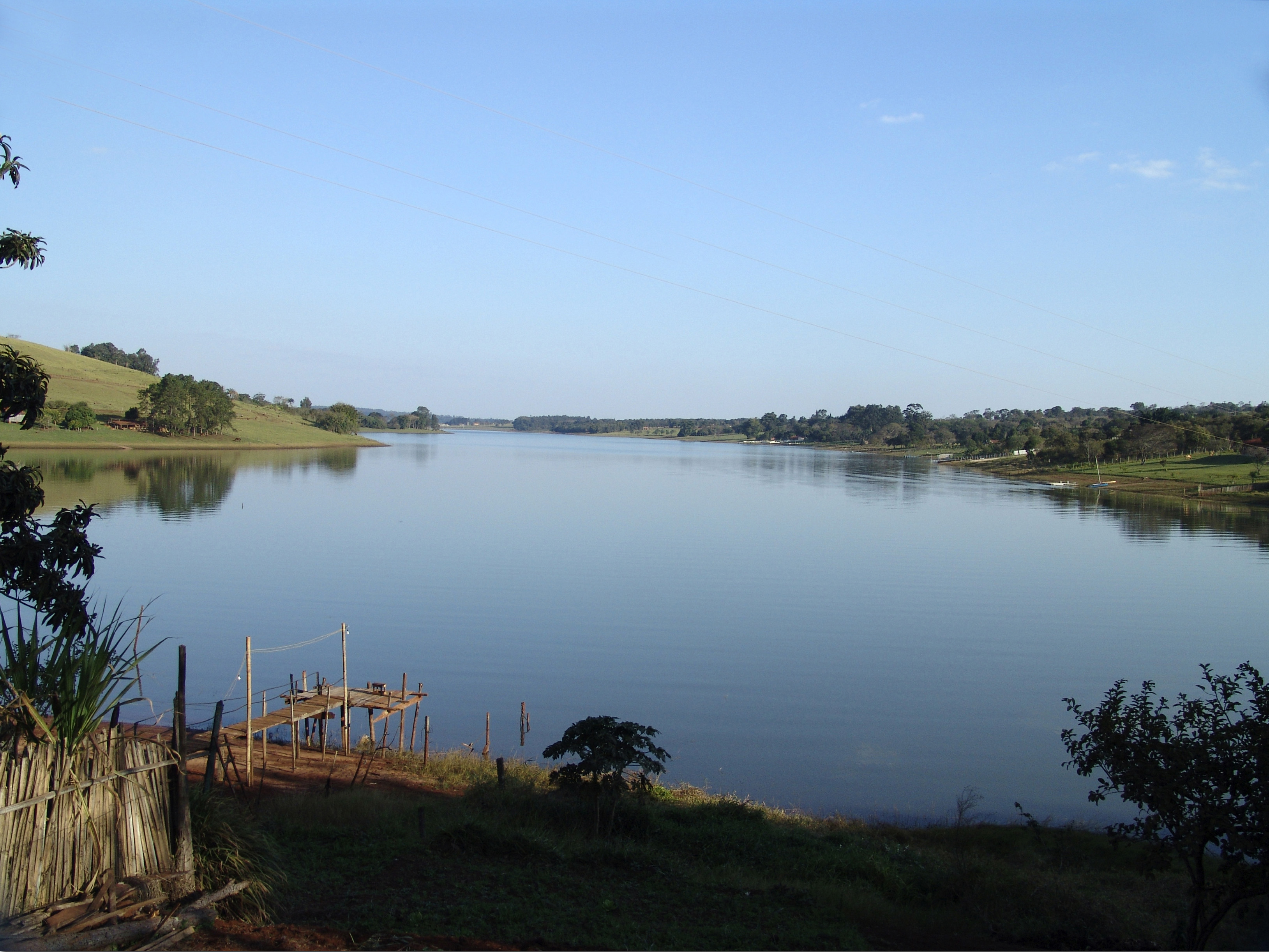
Trecho da represa bairro Anhumas Arandu
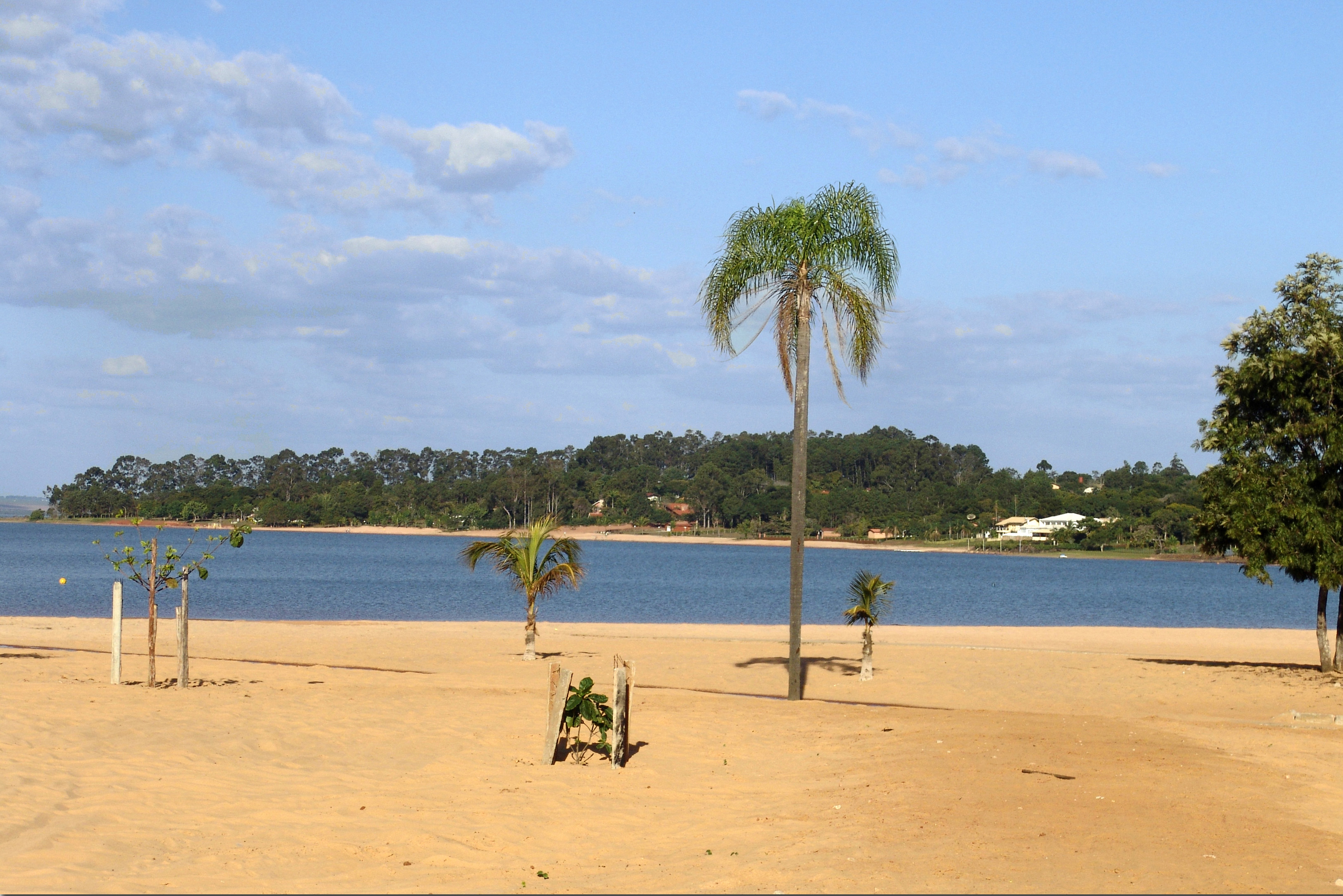
Praia no município de Itaí na represa
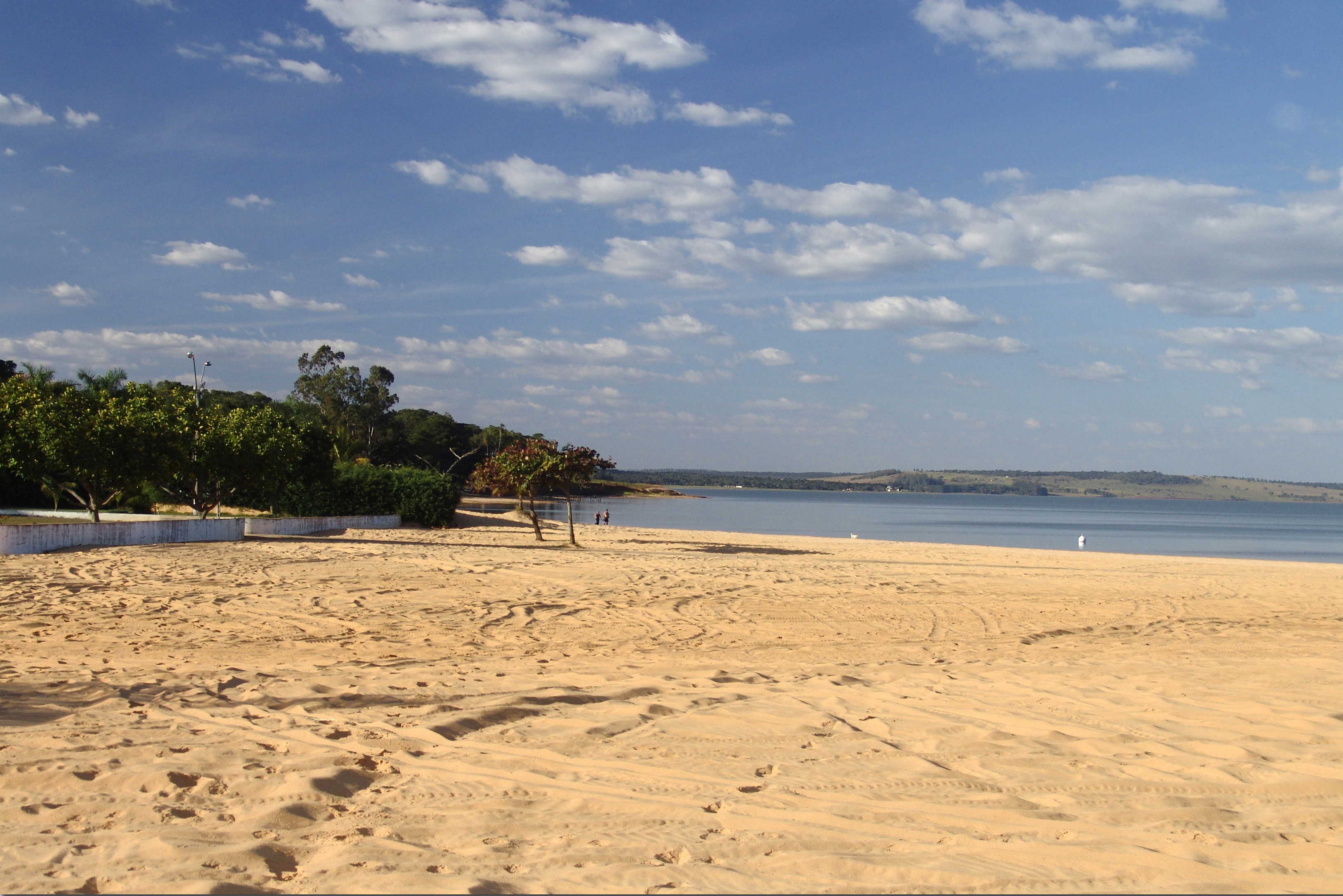
Praia no município de Itaí- outra margem Avaré
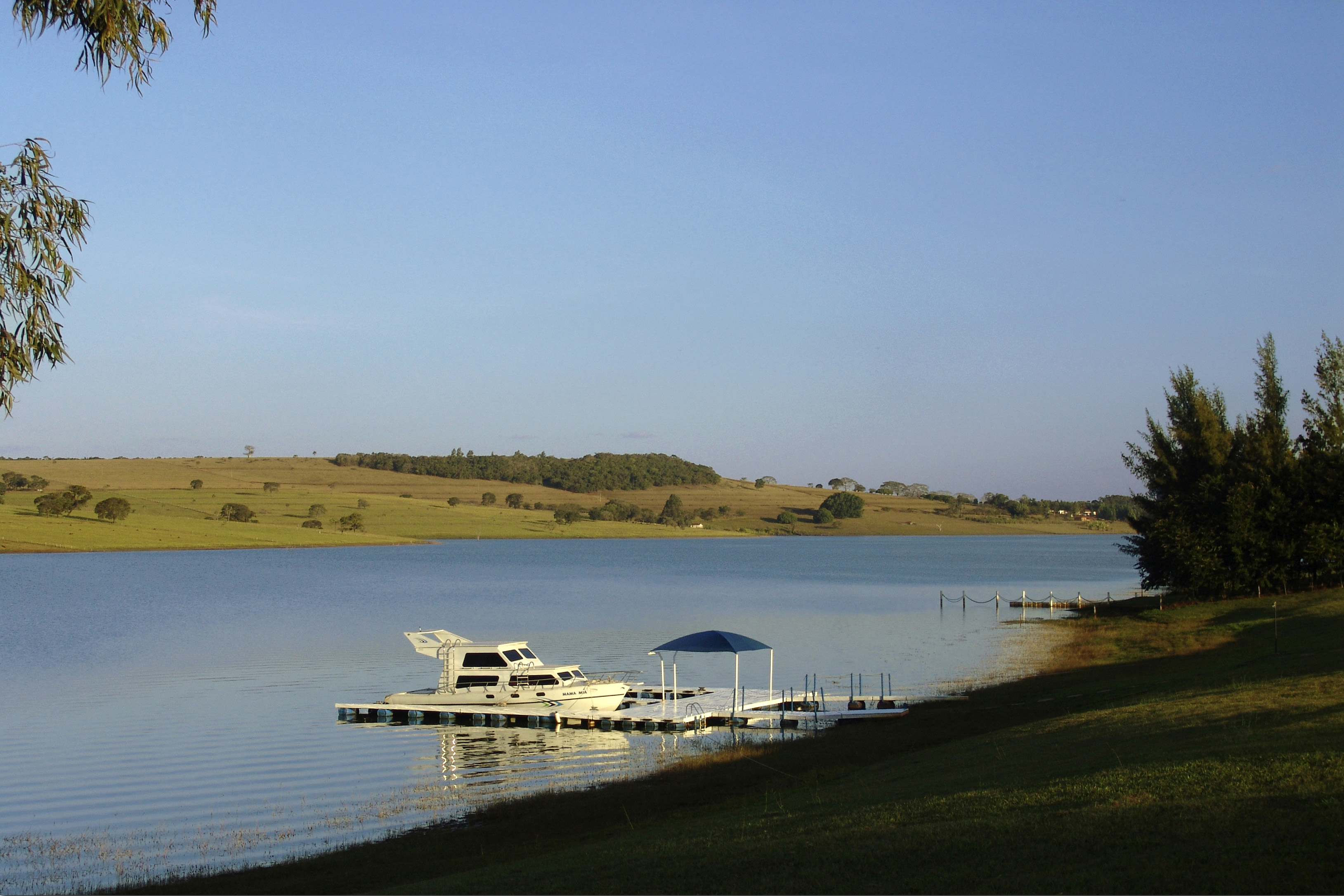
Um dos braços da represa - ancoradouro de hotel
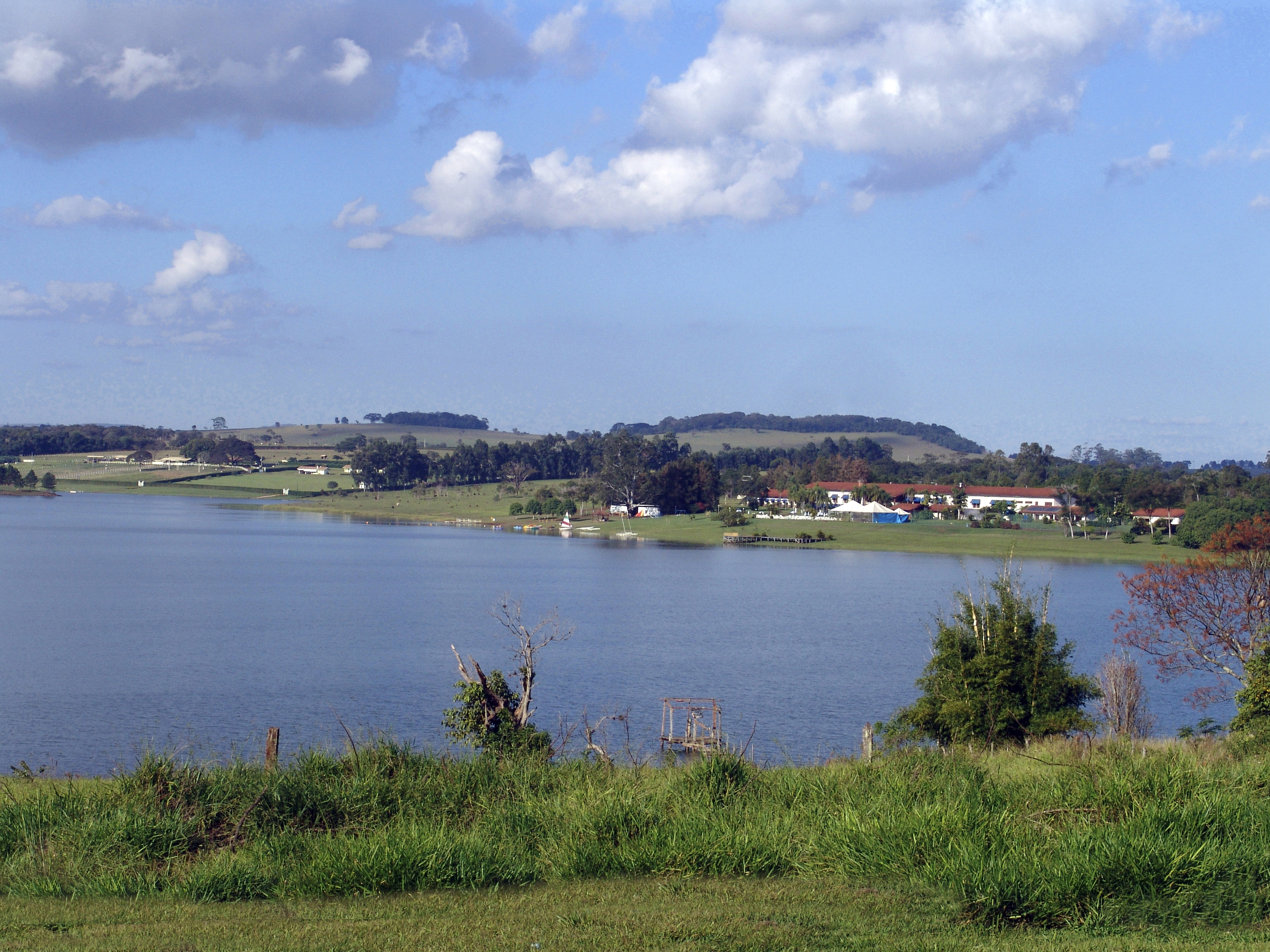
Vista de hoteis na margem de Avaré
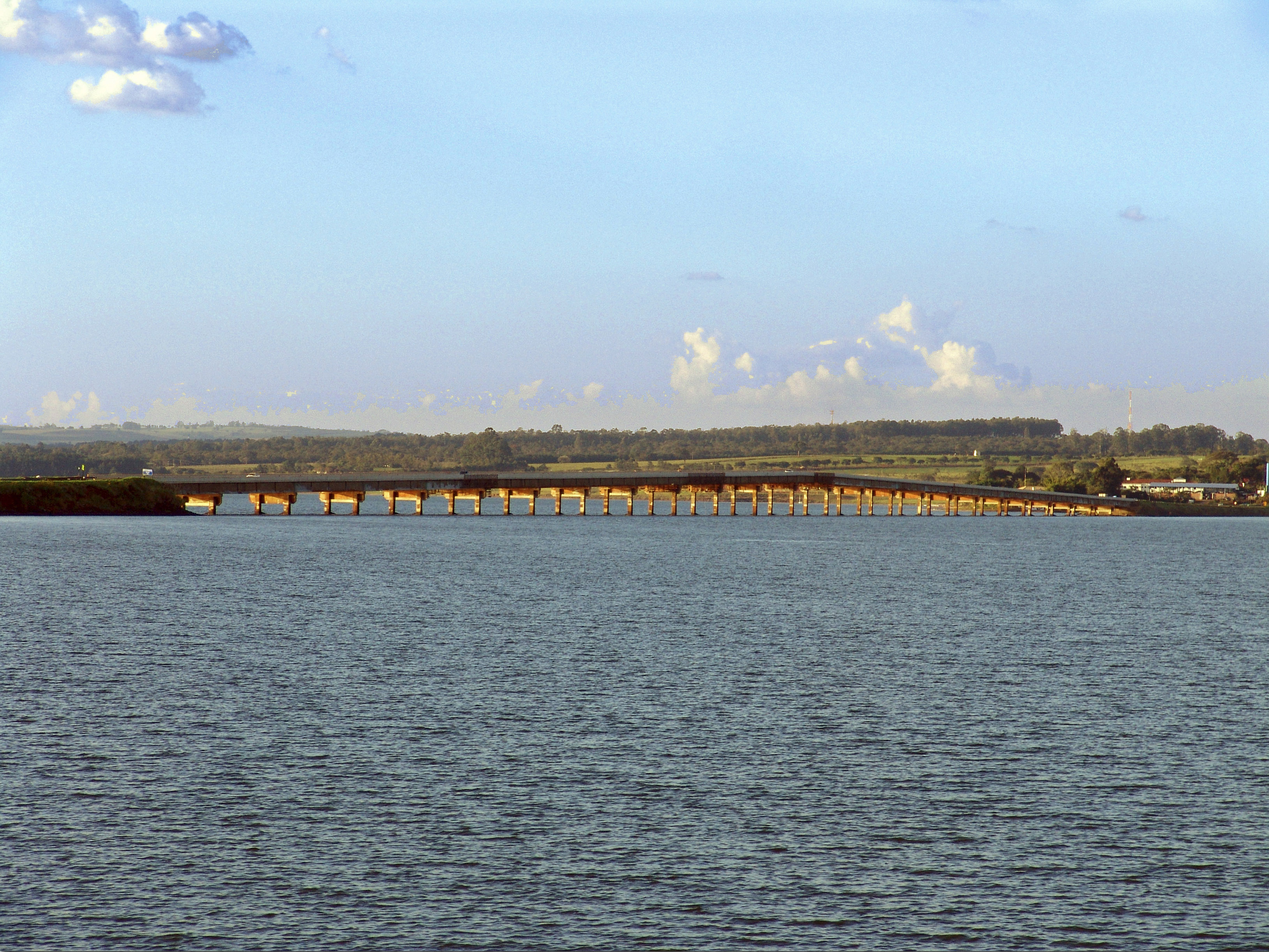
Ponte Carvalho Pinto sobre SP-255 - Avaré/Itaí
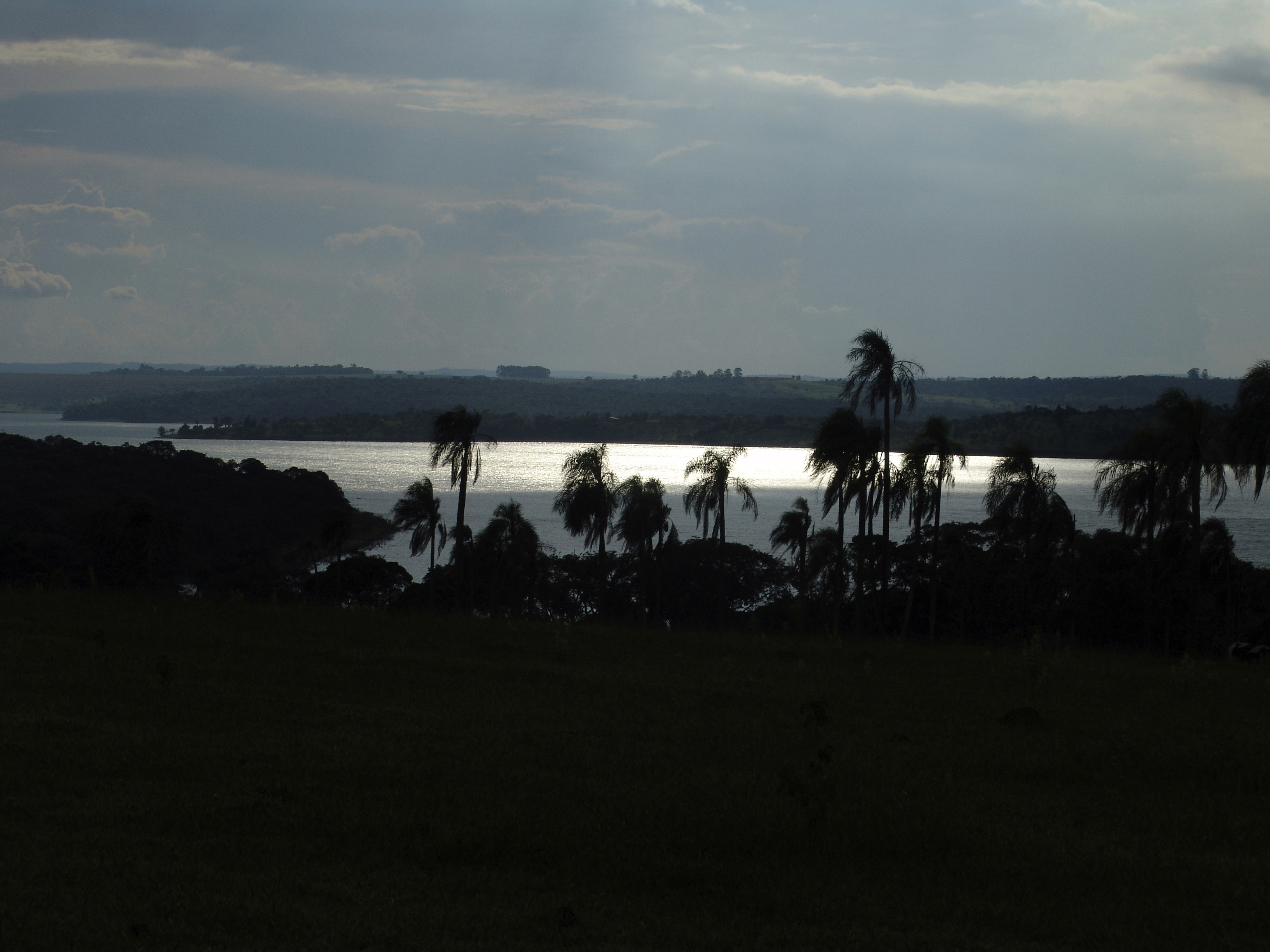
Vista entardecer da SP-255 - Avaré
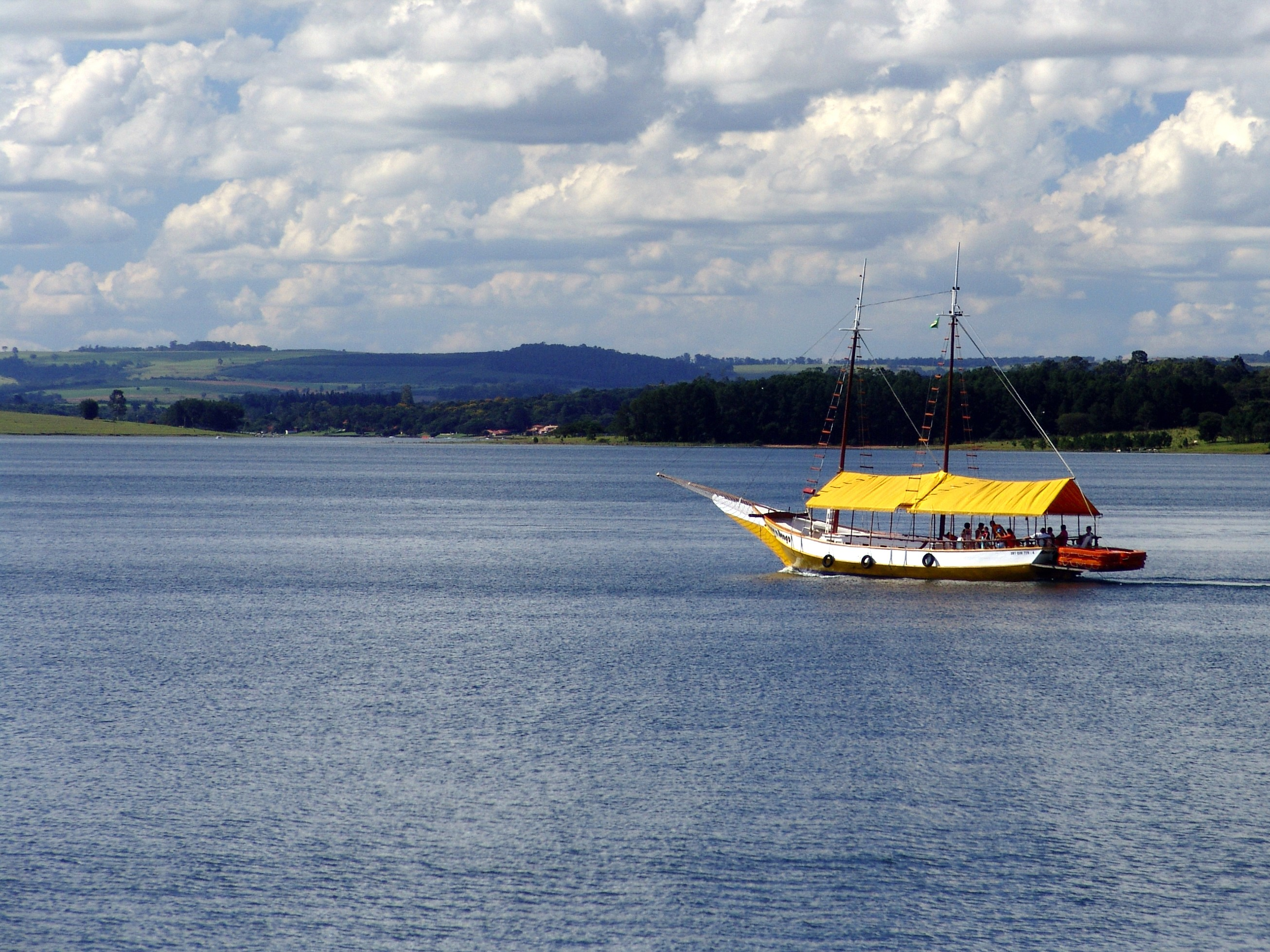
Vista de cima Ponte Carvalho Pinto - SP-255 - Avaré
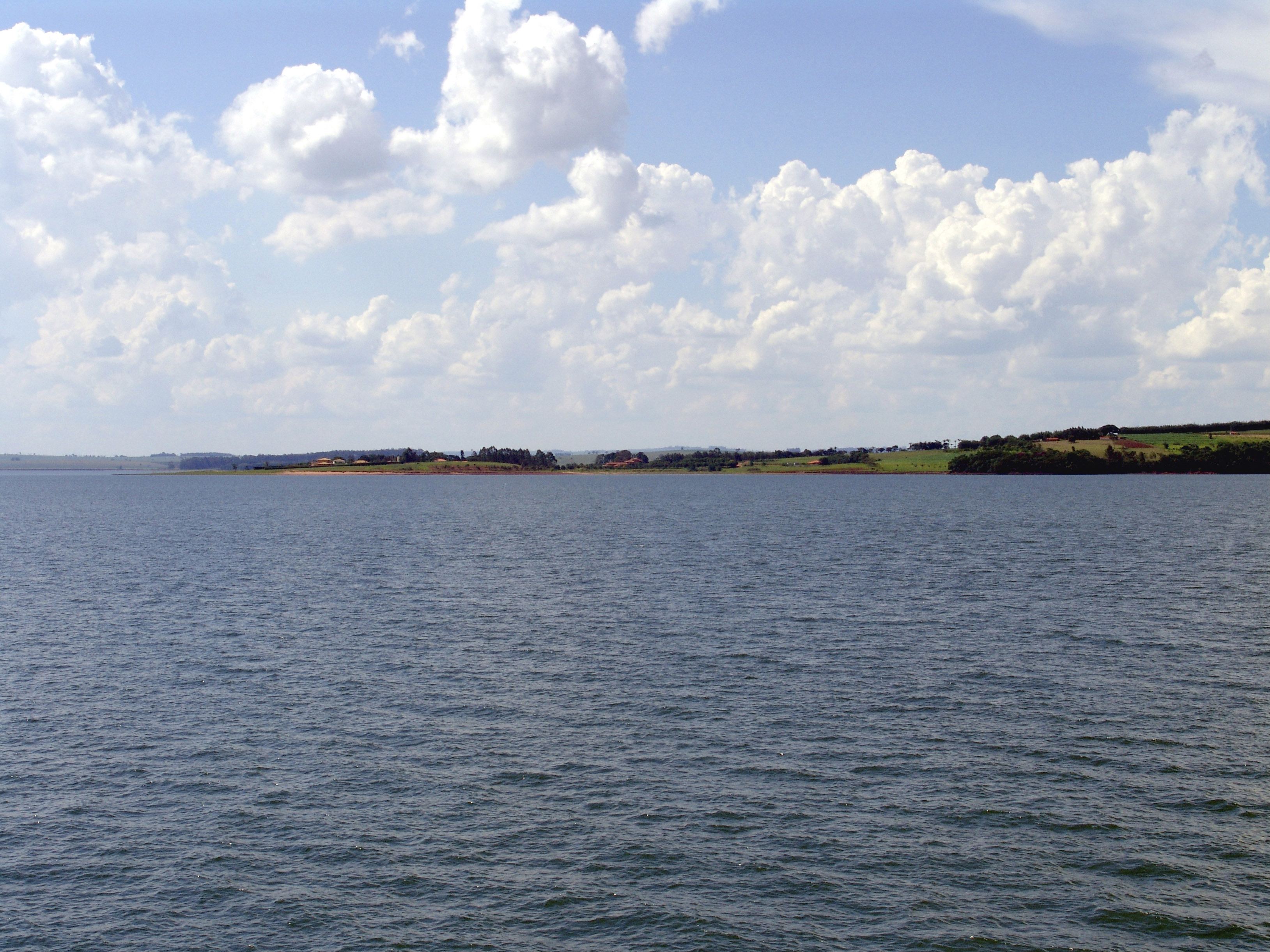
Vista de cima Ponte Carvalho Pinto - SP-255 - Avaré
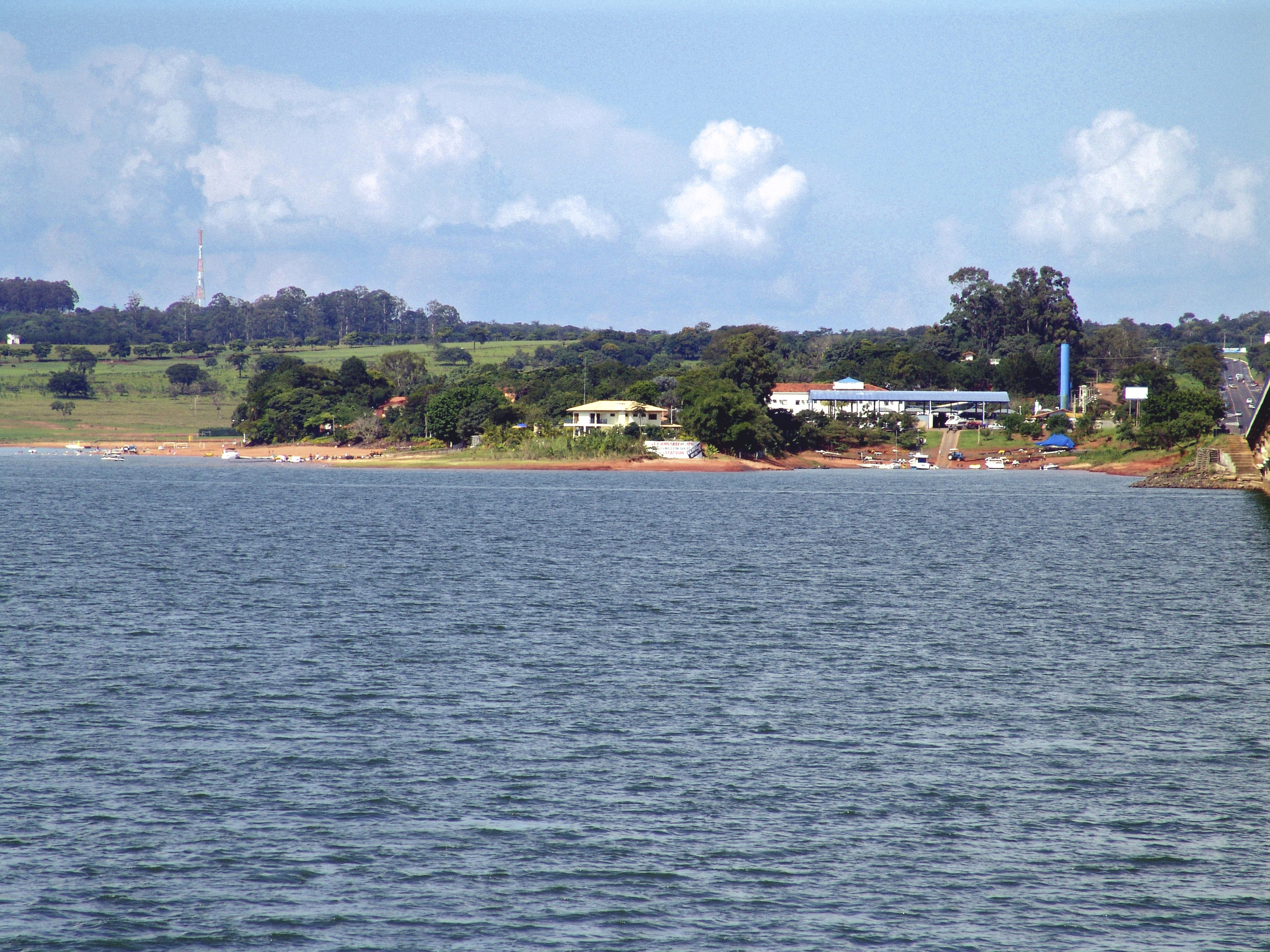
Casas de veraneio na beira represa Avaré
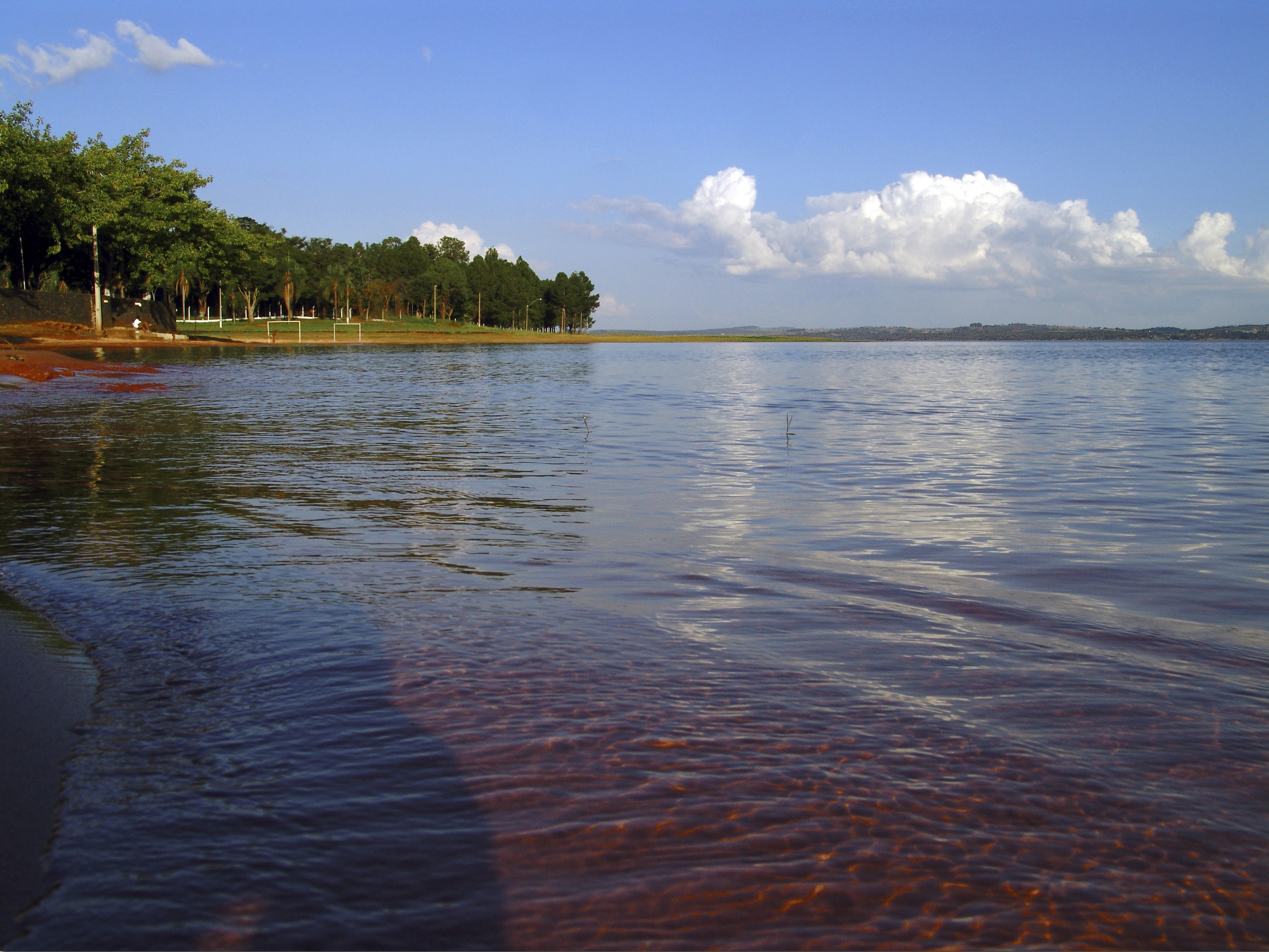
Praia no camping municipal em Avaré
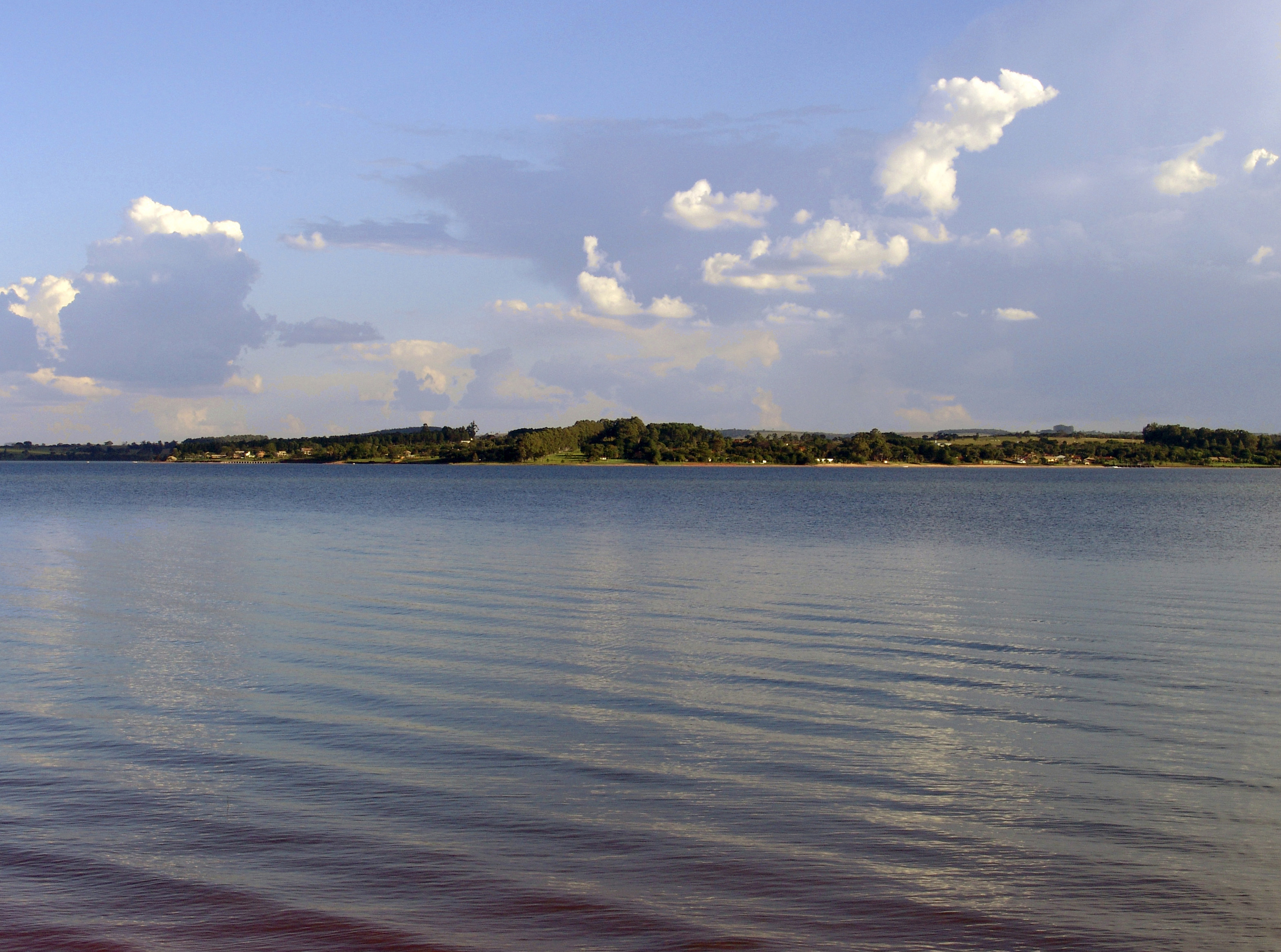
Represa vista do camping Avaré
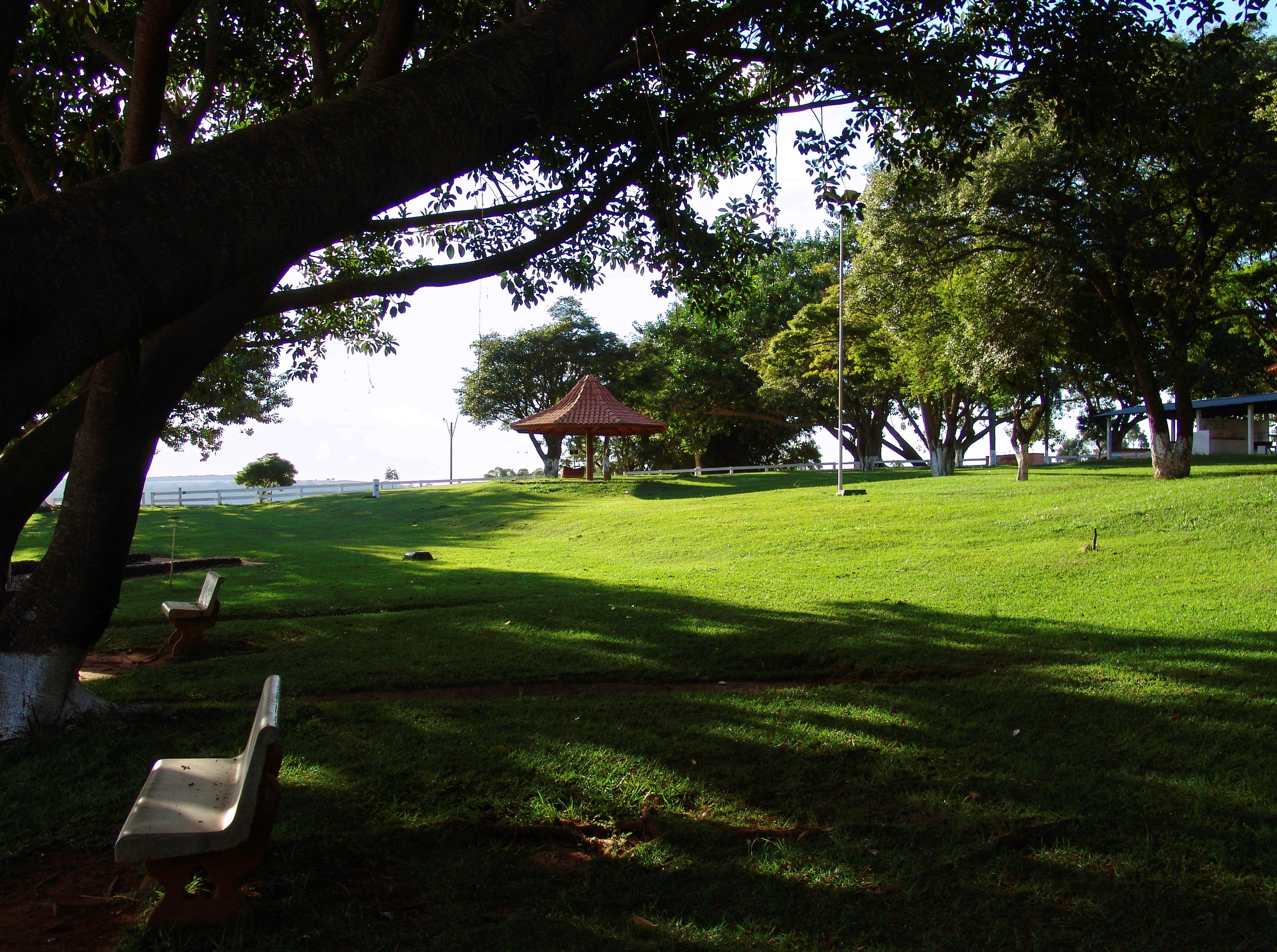
Vista parcial do camping municipal de Avaré
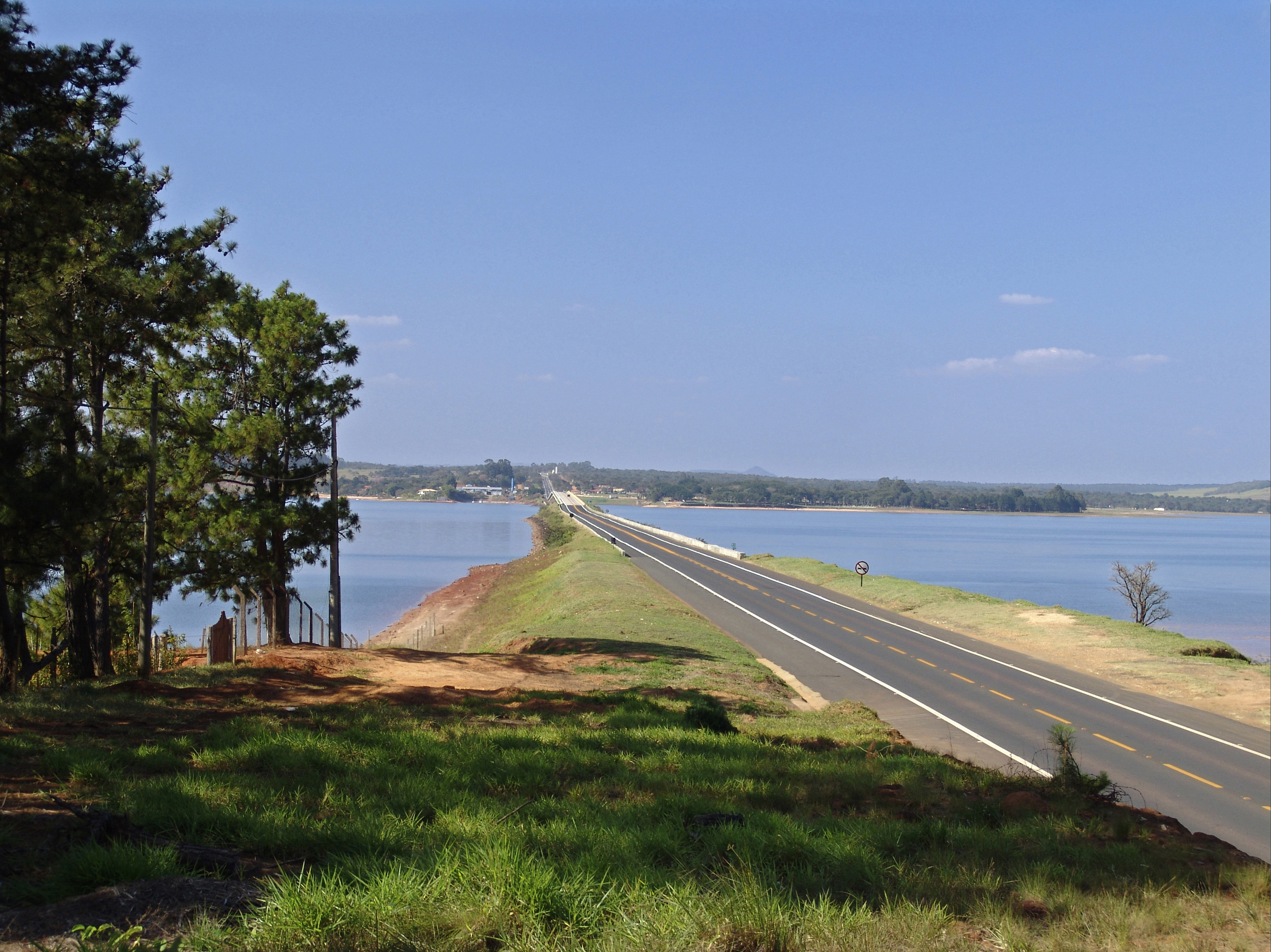
Ponte Carvalho Pinto sobre represa Itaí/Avaré
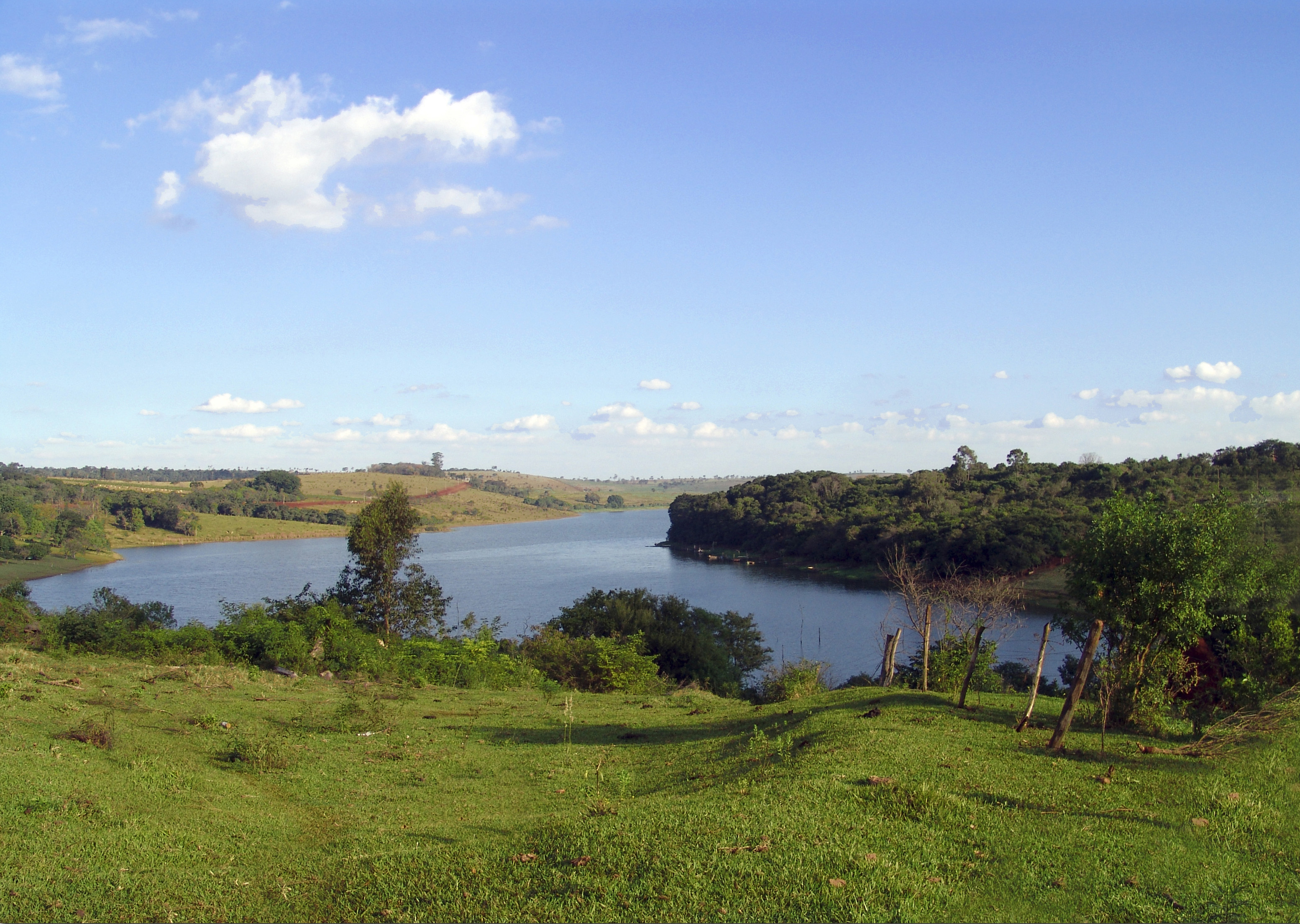
Braço da Represa Arandu - venda do Anízio